# Krajnska čbelica
Krajnska čbelica je bil drugi slovenski pesniški almanah, namenjen izobražencem in meščanom. Prvi zvezek je izšel 30. aprila 1830, zadnji peti zvezek pa leta 1848. Urednik je bil Miha Kastelic, med sodelavci in avtorji so bili še France Prešeren, Matija Čop in Andrej Smole.
Državni režim v Avstrijskem cesarstvu ni dopuščal političnih dejavnosti nacionalih gibanj. Strpnejši je bil do njihovega kulturnega programa, s tem so hoteli doseči politično nevtralizacijo. V takšnih razmerah se je pojavil načrt za nastajanje slovenskega besedilnega korpusa, ki bi bil namenjen izobražencem. Prvi tak poizkus, znanstveni časopis Slavinja, je državna cenzura zavrnila.
Več sreče so imeli ustvarjalci Krajnske čbelice, pesništvo se režimu namreč ni zdelo tako nevarno kot znanstveni članki. Prvi štirje zvezki tako dejansko niso imeli resnejših težav s cenzuro.

## Izdaje

### Prvi zvezek (1830)
Jedro prve izdaje so predstavljali France Prešeren, Jakob Zupan, Jurij Kosmač in Miha Kastelic. Njihovim pesmim so dodali še štiri pesmi Ignacija Holzapfla in narodne pesmi iz pesniške zbirke Andreja Smoleta. Pokroviteljstvo nad prvo izdajo je prevzel ilirski guverner baron Jožef Schimdburg, zvezek pa je bil posvečen njemu.
8. januarja 1830 je Kastelic zaprosil ljubljanski gubernij za natis prvega zvezka. Prošnjo so na seji obravnavali 14. januarja 1830 in ugotovili, da ga je treba poslati na dvorni policijski in cenzurni urad. Priporočilno pismo je bilo napisano naslednji dan, vendar so ga ustvarjalci Krajnske čbelice poslali šele čez petnajst dni. 21. januarja je Matija Čop poslal pismo cenzorju Jerneju Kopitarju, v katerem ga je prosil, naj ne ovira natisa prvega zvezka. Kopitar je dovolil natis, ki se je končal 30. aprila 1830. Prvi zvezek je izšel v 600 izvodih in dosegel zanimanje med domačimi izobraženci, kar je bil tudi namen Krajnske čbelice. Prvi zvezek je bil tiskan v bohoričici.

### Drugi zvezek (1831)
Po uspehu prvega zvezka so se čbelici pridružili še Jurij Grabner, Jožef Evgen Kovačič in Janez Cigler. 10. marca 1831 je Kastelic dvorni urad na Dunaju zaprosil za natis drugega zvezka Krajnske čbelice. 2. aprila je Schmidburh prejel pismo, v katerem so ga obveščali, naj se naslednje prošnje za natis pošiljajo na deželni urad. Drugi zvezek je bil natisnjen 31. maja 1831 v nakladi 600 izvodov. Tudi ta izdaja je bila dobro sprejeta med izobraženci, nasprotovanje je bilo namenjeno Prešernovi Novi pisariji, predvsem s strani duhovščine. V zvezku je bil poleg pesmi prej naštetih avtorjev objavljen tudi Vodnikov Moj spominek.

### Tretji zvezek (1832)
Prošnjo za natis je Kastelic izdal 26. decembra 1831. Ljubljanski gubernij jo je obravnaval 14. januarja 1832, za cenzorja so določili Matijo Čopa, ki je zvezek dobil 3. februarja. Pet dni kasneje je oddal poročilo, kjer je zapisal, da na podlagi prejšnjih izdaj nima pomislekov za izdajo tretjega zvezka Krajnske čbelice. Kastelic je dovoljenje za natis ljubljanskega gubernija dobil 10. marca.
V tem času je Prešeren hotel med svojim bivanjem v Celovcu pridobiti še Korošce, vendar brez uspeha.
V tem zvezku je cenzura že črtala dela, predvsem Prešernove zbadljive pesmi (npr. Apel in čevljar). Po nasvetu Kastelica in Čopa se je Prešeren odločil, da soneta in še nekaj pesmi v Krajnski čbelici ne objavijo. Zvezek je tako obsegal pesmi Prešerna, Kastelica, ljudske pesmi iz osebne zbirke Andreja Smoleta in pesmi Františka Ladislava Čelakovskega. Kastelic je hotel uvesti tudi nove pravopisne reforme, kar pa je po nasprotovanju Prešerna opustil.
12. aprila 1832 je izšel tretji zvezek Krajnske čbelice, ponovno v nakladi 600 izvodov.

### Četrti zvezek (1834)
V času nastajanja je iz kolektiva izstopilo kar nekaj ustvarjalcev: Blaž Potočnik, Jurij Grabner, Ignacij Holzapfel in Janez Cigler, predvsem zaradi Prešernovih zbadljivih pesmi in sporov z urednikom. Kolektivu se je na novo pridružil le Mihael Tušek.
V času pred izdajo četrtega zvezka je Krajnska čbelica dobila priznanje tudi v tujini. Pohvalo je v češkem časopisu napisal Čelakovski, Čop jo je kasneje opremil s svojimi opombami, jo prevedel v nemščino in jo objavil v časopisu Illyrisches Blatt. V tem času je naraslo tudi nasprotovanje duhovščine Krajnski čbelici.
Pred izdajo prošnje za natis četrtega zvezka se je Čop zaradi politične moči nazadnjakov odločil črtati ljudske pesmi iz Smoletove zbirke, kasneje pa tudi Prešernovo balado Ponočnjak. 23. marca je ljubljanski gubernij izdal odredbo, ki je dovolila natis predzadnjega zvezka Krajnske čbelice, vendar so kasneje dosegli, da gre zvezek pred natisom ponovno na Dunaj na pregled cenzure. 16. aprila so zvezek poslali na Dunaj k cenzorju Kopitarju, ki je po pregledu zahteval, naj zvezek preuredijo in ponovno predložijo lokalni cenzuri, s čimer je Kastelic odlaševal. Prošnjo za natis je poslal 8. januarja 1834. Cenzura je nekaj pesmi črtala, vendar jih je Kastelic nadomestil. Četrti zvezek je izšel v nakladi 1000 izvodov in naj bi poleg poezije vseboval tudi prozo, kar pa se ni zgodilo.

### Peti zvezek (1848)
9. avgusta so prvi zvezek ponatisnili v 400 izvodih, s petim pa so zavlačevali. Razlogi tičijo v nabiranju nasprotnikov posvetne literature v ljubljanskem guberniju, kar je povečevalo možnost cenzure. Izdajo petega zvezka pa je zavlekla tudi nenadna smrt Matije Čopa v Savi 6. julija 1835, ki je pomenila krhanje odnosov med Prešernom in Kastelicem. Izdajo so zavlačevali tudi osebni Kastelčevi razlogi. Pred izidom petega zvezka so izšli še ponatisi prejšnjih izdaj Krajnske čbelice. 
Peti zvezek je tako izšel šele davno kasneje, in sicer 23. decembra 1848 v nakladi 1000 izvodov.

## Pomen
Krajnska čbelica je uspela predvsem v razširjanju slovenščine med izobraženci. Zaradi diglosije je bila prej v uporabi nemščina. Po izdaji zadnjega zvezka je bilo v slovenskem prostoru že precej slovenskega gradiva, npr. Poezije in Novice, tako da nadaljnje izdaje niso bile potrebne.